# Kantabrien
Kantabrien (spanisch Cantabria) ist eine am kantabrischen Meer (Golf von Biskaya) gelegene autonome Gemeinschaft im Norden Spaniens. Sie grenzt im Westen an Asturien, im Süden an Kastilien-León und im Osten an Baskenland. Die autonome Gemeinschaft besteht lediglich aus der gleichnamigen Provinz (früher Provinz Santander). Hauptstadt Kantabriens ist die Hafen- und Industriestadt Santander.

## Geographie und Klima
Mit 5321 km² hat Kantabrien lediglich einen Anteil von 1 % an der Landesfläche Spaniens, kann dabei jedoch eine verhältnismäßig große Vielfalt an Landschaftsräumen vorweisen. Dabei werden geographisch und klimatisch drei Hauptregionen unterschieden:
- Die Atlantikküste beinhaltet auf einer Länge von 284 km mehrere Flussmündungen, felsige Steilküsten und weitläufige Sandstrände (z. B. bei Laredo, Santander und San Vicente de la Baquera). Das Küstenklima ist ozeanisch geprägt feucht-mild.
- Das Kantabrische Gebirge, mit der höchsten Erhebung innerhalb der Provinz von 2619 m ü. NN (Torre Blanca, im Massiv Picos de Europa) und einem der Höhenlage entsprechend kühleren und niederschlagsreichen Klima.
- Die südlich des kantabrischen Gebirges gelegene Hochebene Campoo, wo u. a. auch der Fluss Ebro entspringt. Hier herrscht ein deutlich trockeneres, mediterran-kontinentales Klima vor.

### Größte Orte
Stand: 2024
| Gemeinde               | Einwohner |
| ---------------------- | --------- |
| Santander              | 173.635   |
| Torrelavega            | 51.466    |
| Castro Urdiales        | 33.365    |
| Camargo                | 30.425    |
| Piélagos               | 26.724    |
| El Astillero           | 18.453    |
| Santa Cruz de Bezana   | 13.824    |
| Santoña                | 10.944    |
| Los Corrales de Buelna | 10.799    |
| Laredo                 | 10.738    |

Kleinste Gemeinde ist Tresviso mit 53 Einwohnern.

### Politische Gliederung
Kantabrien gliedert sich administrativ in 102 Municipios (dt. Gemeinden), die nach dem Autonomiestatut zu Comarcas (entspricht in etwa Regierungsbezirken oder Landkreisen) zusammengefasst werden. Unter den 102 Municipios befindet sich mit Valle de Villaverde auch eine kantabrische Enklave innerhalb des Baskenlandes.

#### Comarcas

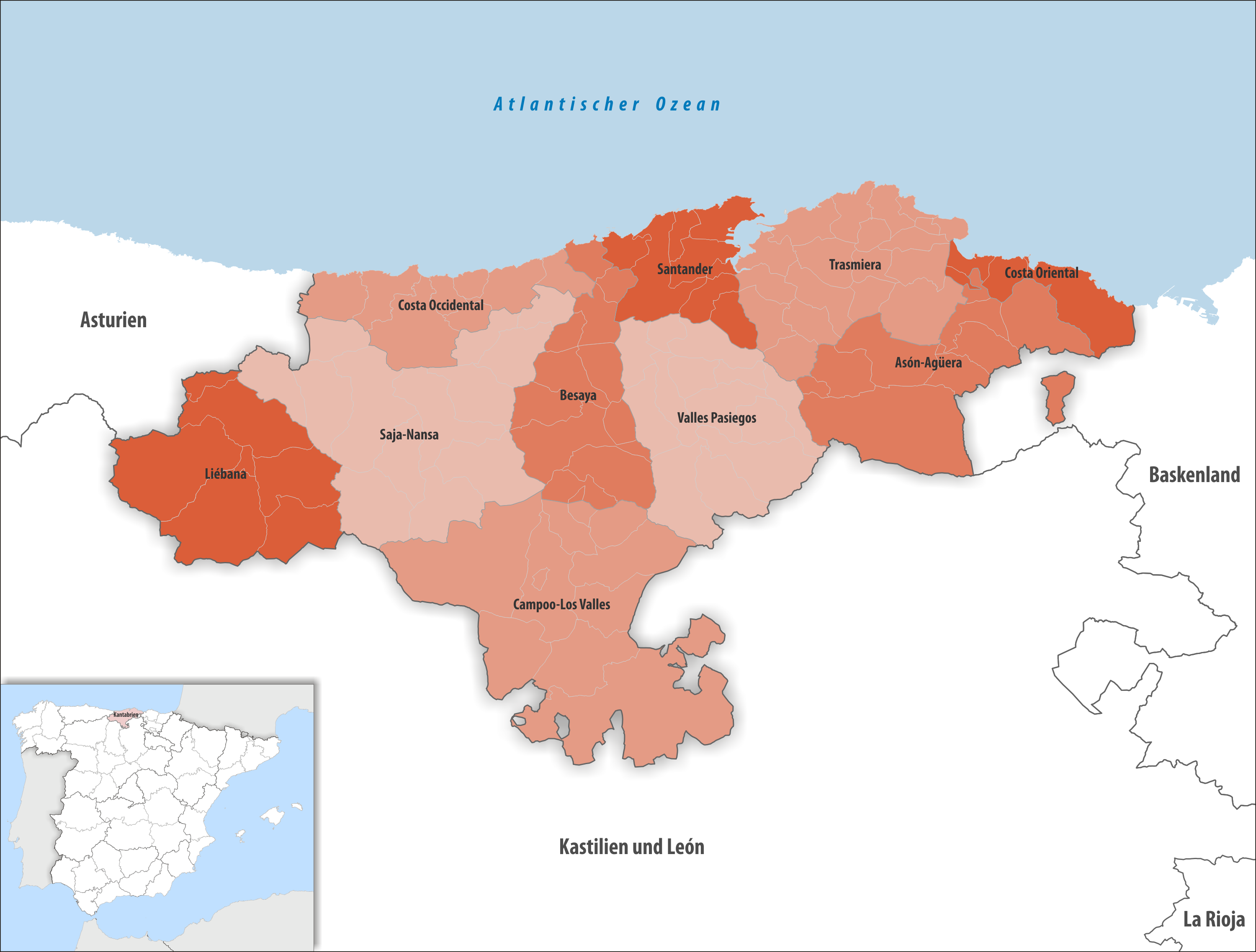
Comarcas in der autonomen Gemeinschaft Kantabrien

| Comarca           | Gemeinden | Einwohner (2024) | Fläche km² | Dichte Einw./km² | Hauptort                   |
| ----------------- | --------- | ---------------- | ---------- | ---------------- | -------------------------- |
| Asón-Agüera       | 9         | 15.591           | 566,77     | 28               | Ramales de la Victoria     |
| Besaya            | 11        | 90.771           | 431,48     | 210              | Torrelavega                |
| Campoo-Los Valles | 11        | 17.481           | 1.012,62   | 17               | Reinosa                    |
| Costa Occidental  | 8         | 19.502           | 319,39     | 61               | San Vicente de la Barquera |
| Costa Oriental    | 4         | 54.000           | 143,70     | 376              | Laredo                     |
| Liébana           | 7         | 5.243            | 576,57     | 9                | Potes                      |
| Saja-Nansa        | 12        | 23.602           | 855,67     | 28               | Cabezón de la Sal          |
| Santander         | 8         | 275.033          | 265,80     | 1.035            | Santander                  |
| Trasmiera         | 19        | 63.753           | 559,75     | 114              | Santoña                    |
| Valles Pasiegos   | 13        | 26.587           | 598,47     | 44               | Santa María de Cayón       |
| Provinz Cantabria | 102       | 591.563          | 5.330,22   | 111              | Santander                  |

#### Gerichtsbezirke

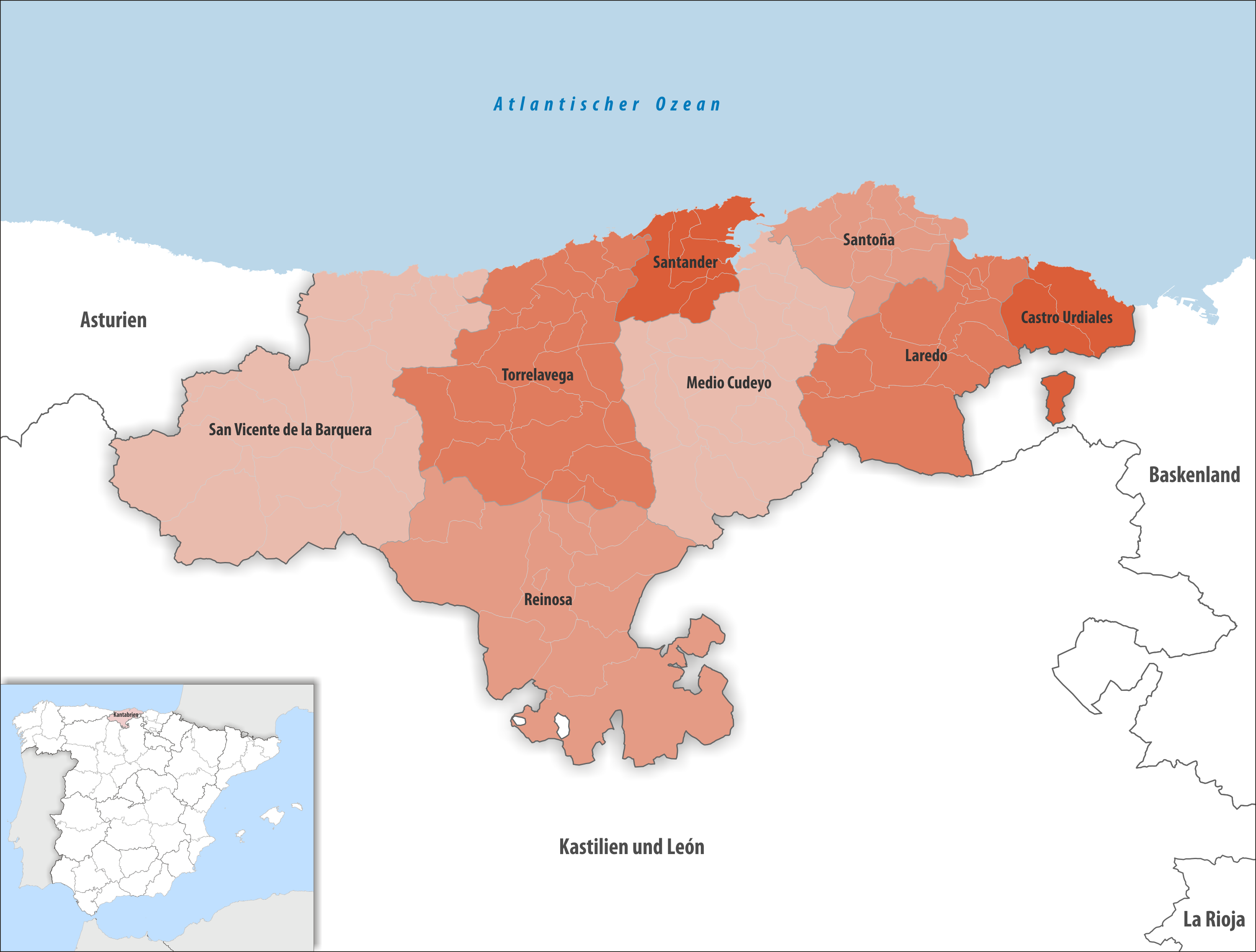
Gerichtsbezirke in der autonomen Gemeinschaft Kantabrien

| Gerichtsbezirk             | Gemeinden | Einwohner (2024) | Fläche km² | Dichte Einw./km² | Hauptquartier              |
| -------------------------- | --------- | ---------------- | ---------- | ---------------- | -------------------------- |
| Castro Urdiales            | 3         | 36.192           | 195,22     | 185              | Castro Urdiales            |
| Laredo                     | 11        | 36.344           | 593,07     | 61               | Laredo                     |
| Medio Cudeyo               | 20        | 51.826           | 830,42     | 62               | Medio Cudeyo               |
| Reinosa                    | 11        | 17.481           | 1.081,36   | 16               | Reinosa                    |
| San Vicente de la Barquera | 19        | 20.537           | 1.244,93   | 16               | San Vicente de la Barquera |
| Santander                  | 6         | 267.558          | 209,68     | 1.276            | Santander                  |
| Santoña                    | 12        | 37.823           | 281,65     | 134              | Santoña                    |
| Torrelavega                | 20        | 123.802          | 893,89     | 138              | Torrelavega                |
| Provinz Cantabria          | 102       | 591.563          | 5.330,22   | 111              | Santander                  |

## Geschichte
In der Höhle Cueva del Mirón bei Ramales de la Victoria wurde im Jahr 2010 der älteste Beleg für eine Beisetzung in der Epoche des Magdalénien auf der Iberischen Halbinsel entdeckt, die rund 18.700 Jahre alte, so genannte Dama Roja de El Mirón (die „Rote Dame von El Mirón“).
Der Fund des Kessels von Cabárceno datiert in die Bronzezeit. In der Antike wurde das Gebiet vom Stamm der Kantabrer (Cantabri) besiedelt, von denen diese Region ihren Namen hat.
Die Kantabrer wurden im 5. Jahrhundert von den Westgoten verdrängt, als diese im Zuge der Völkerwanderung die Iberische Halbinsel eroberten und ein kantabrisches Herzogtum mit dem Hauptort Amaya gründeten. Doch schon im 8. Jahrhundert fiel Iberien fast vollständig unter die Herrschaft der Mauren, außer Kantabrien und Asturien. Ausgehend von hier begann die Reconquista, und bald schon waren Teile des Kantabrischen Gebirges wieder in christlicher Hand.
Alfons II. besiegte den maurischen Herrscher Hischam I. nördlich von Los Barrios de Luna in einer der letzten Schlachten um Kantabrien und vertrieb die Mauren in die Meseta.
Alfons III. gründete schließlich das Königreich Asturien-León. Ferdinand I. eroberte die Region und so fiel sie im 13. Jahrhundert dem Königreich Kastilien zu.
Im frühen 19. Jahrhundert besetzten die Franzosen den Norden Spaniens und das Kantabrische Gebirge wurde erneut zum Ausgangspunkt des Widerstandes. Die Guerrilleros führten einen erfolgreichen Krieg gegen die französischen Besatzer.
Die mit der Krone von Kastilien assoziierten Königreiche wurden 1833 im Zuge einer durch den Minister Javier de Burgos durchgeführten territorialen Neugliederung Spaniens in historische Regionen eingeteilt, die wiederum in Provinzen gegliedert wurden. Die Provinz Santander zählte zur Region Altkastilien.
In der Phase des Übergangs zur Demokratie (transición) nach dem Tod Francisco Francos war das Thema der Regionalisierung eine der drängendsten und am meisten umstrittenen Fragen. Man bildete 1981 schließlich die Autonome Gemeinschaft Kantabrien, die lediglich aus der gleichnamigen Provinz (früher Provinz Santander) besteht.

## Politik
Die Autonome Gemeinschaft Kantabrien besteht seit dem 11. Januar 1981. Sie verfügt über folgende politische Organe: die gesetzgebende Versammlung, die Regierung und den Präsidenten der Autonomen Gemeinschaft, der dieser vorsteht:
| Parlamento de Cantabria (Wahl vom 26. Mai 2019)                      |         |         |         |        |        |  |
| Partei                                                               | PRC     | PP      | PSOE    | C's    | VOX    |  |
| Stimmen                                                              | 37,64 % | 24,04 % | 17,61 % | 7,94 % | 5,05 % |  |
| Sitze                                                                | 14      | 9       | 7       | 3      | 2      |  |
| Gobierno de Cantabria: Koalition PRC/PSOE                            |         |         |         |        |        |  |
| Presidente de la Comunidad Autónoma: Miguel Ángel Revilla Roiz (PRC) |         |         |         |        |        |  |

## Wirtschaft

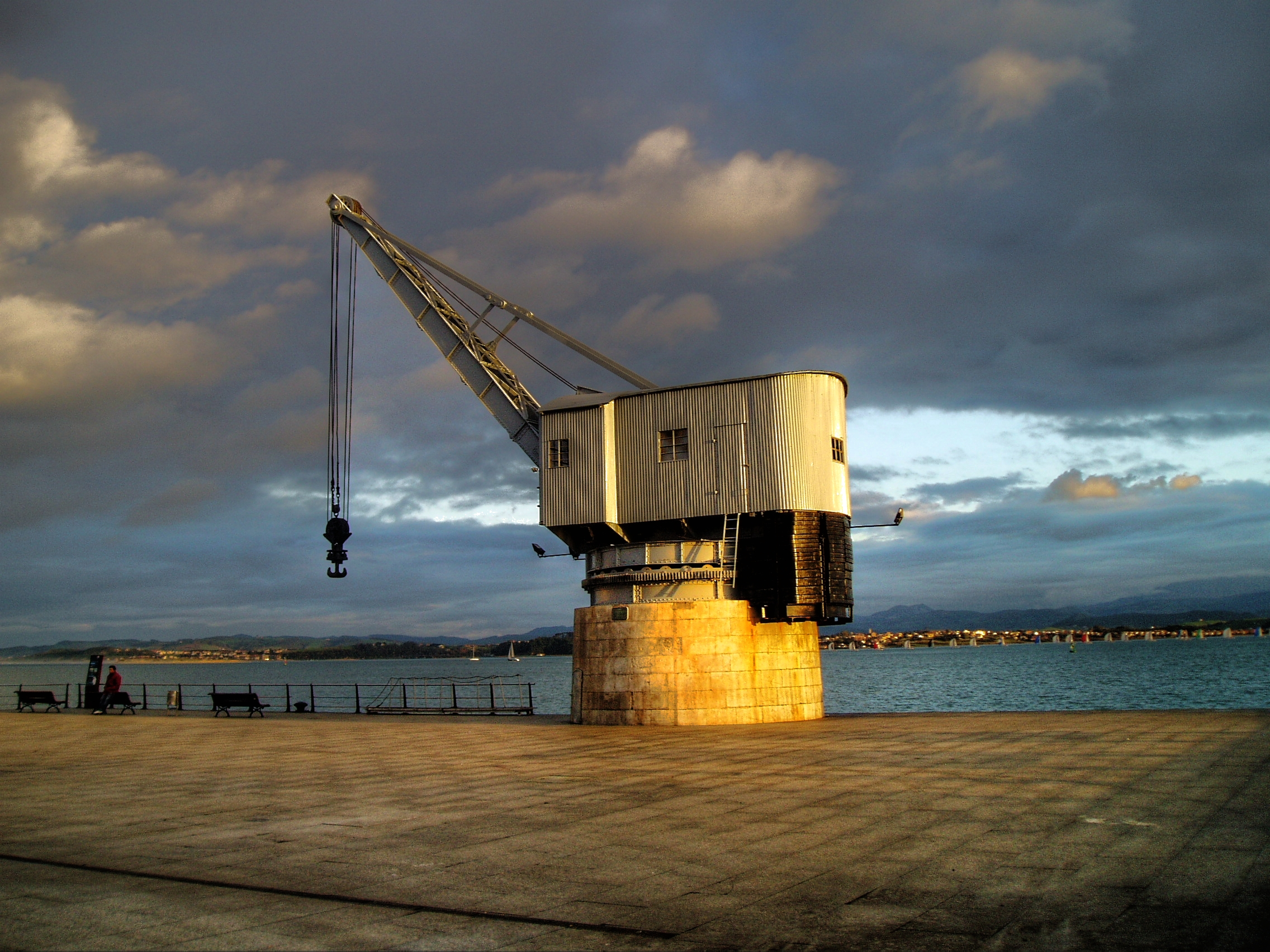
Santander

Größere Industriegebiete befinden sich in der Hauptstadt Santander und den umliegenden Ortschaften sowie in der Stadt Torrelavega, wo sich u. a. größere Chemiewerke der Firmen Solvay, Sniace und Firestone befinden. Der Schwerpunkt des industriellen Sektors liegt in diesen beiden Oberzentren in der Veredelung von Rohstoffen aus der Region sowie dem benachbarten Asturien. In der Bucht von Santander befinden sich Fabriken der herstellenden Industrie.
Ferner hat traditionell der Bergbau maßgebliche Bedeutung. Insbesondere Zink-, Blei- und Eisenerz, aber auch Steinkohle werden abgebaut.
In Los Corrales de Buelna produziert Nissan Motor Ibérica auf 132.000 Quadratmetern mit 681 Mitarbeitern Motoren und Getriebe.

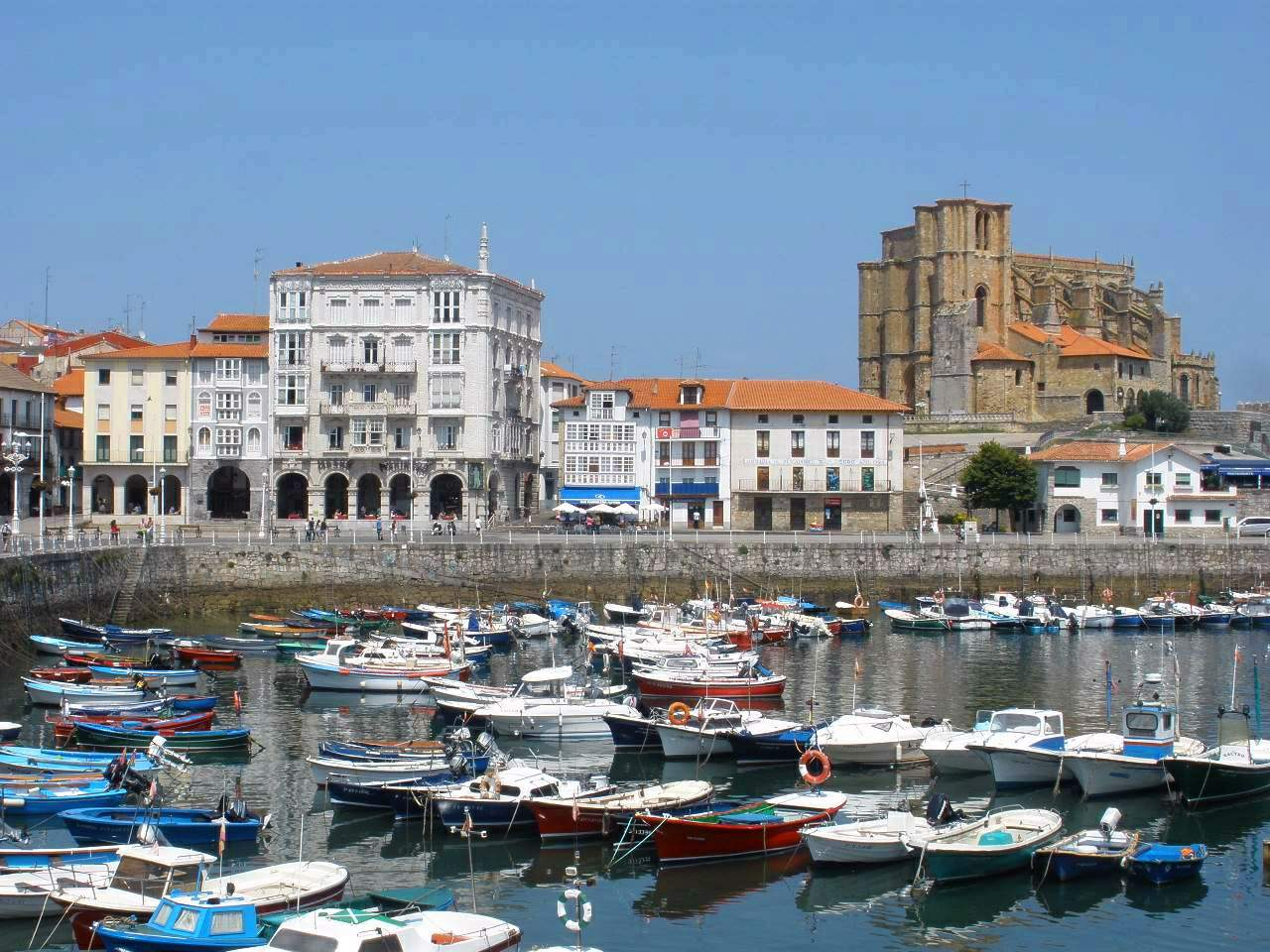
Castro Urdiales

Die Stadt Castro Urdiales im Osten ist Teil des Großraumes Bilbao im benachbarten Baskenland.
Die übrige Region ist dünn besiedelt und eher landwirtschaftlich geprägt. Die dortige Industrie beschäftigt sich überwiegend mit der Verarbeitung landwirtschaftlicher Produkte. Neben der Viehhaltung ist der Fischfang und der vornehmlich inländische Tourismus in Kantabrien von wirtschaftlicher Bedeutung.
Im Vergleich mit dem durchschnittlichen BIP der EU erreicht Kantabrien 2019 einen Index von 78 (EU-28: 100). Im Jahr 2019 betrug die Arbeitslosenquote 10,3 %.
Mit einem Wert von 0,880 erreicht Kantabrien Platz 9 unter den 17 autonomen Gemeinschaften Spaniens im Index der menschlichen Entwicklung.

## Infrastruktur
Die Autobahn A8 verbindet Kantabrien mit dem Baskenland und Frankreich im Osten und Asturien im Westen. Im Endausbaustadium wird sie Frankreich und Portugal verbinden. Eine Nationalstraße geht über Reinosa nach Burgos in Kastilien-León. Es befindet sich im Moment eine weitere Autobahn mit der Bezeichnung „A67“ im Bau, die in Torrelavega von der A8 abzweigt und durch ein Hochtal über Reinosa nach Palencia führen wird und stückweise schon befahrbar ist.
Eine Bahnlinie der staatlichen RENFE verläuft nach Madrid, die Schmalspurbahn der Gesellschaft FEVE durchkreuzt die Region von Bilbao aus bis nach Asturien und Galicien. Da sämtliche Fernstrecken nur eingleisig ausgebaut sind und häufig von Güterzügen benutzt werden, gibt es nur wenige tägliche Zugverbindungen mit langen Fahrzeiten. Lediglich im Großraum Santander gibt es ein S-Bahn-Netz mit dichter Taktung. Eine Hochgeschwindigkeitsstrecke entlang der Küste des kantabrischen Meeres ist vorgesehen.
Fernbuslinien der Firma ALSA dienen als Ergänzung für die dünn getakteten Fahrpläne der beiden Bahnbetreiber.
Die wichtigste Hafenstadt ist Santander. Dort befindet sich auch ein Flughafen (IATA-Code: SDR) mit Flügen nach Amsterdam, Brüssel, Dublin, Düsseldorf, Frankfurt, Liverpool, London, Mailand, Paris, Rom, Alicante, Barcelona, den Kanarischen Inseln, Madrid, Málaga, Mallorca, Sevilla und Valencia.

## Sehenswürdigkeiten und Museen

### Höhlen
- Höhle von Altamira, in Santillana de Mar.
- El-Castillo-Höhle bei Puente Viesgo.

### Bauwerke
- Villa Quijano von Antoni Gaudi in Comillas
- Päpstliche Universität Comillas
- Kloster Santo Toribio de Liébana in Potes
- Kathedrale von Santander

### Museen
- Museo Marítimo del Cantábrico
- Ethnografisches Museum von Kantabrien in Muriedas
- Museo de Arte Moderno y Contemporáneo de Santander y Cantabria
- Kunstmuseum Centro Botín
- Museo Regional de Prehistoria y Arqueología de Cantabria
- Museo de la Naturaleza de Cantabria in Cabezón de la Sal
- Centro de Arte Faro de Cabo Mayor, Santander
- Museo Nacional y Centro de Investigación de Altamira
- Artillerie Museum in Cavada
- Museo de la Tortura in Santillana del Mar

## Schriftsteller aus Kantabrien
- Lope de Vega (1562–1635). Geboren in Madrid, seine Eltern stammten aus Villacarriedo.
- Francisco de Quevedo (1580–1645). Geboren in Madrid, seine Eltern stammten aus Vejoris.
- Pedro Calderón de la Barca  (1600–1681)
- Concha Espina (1877–1955)
- José María de Cossío (1892–1977)
- Víctor de la Serna  (1896–1958)
- Álvaro Pombo (1939– )